# Arctic Monkeys Live at the Apollo
Arctic Monkeys Live at the Apollo  é um álbum ao vivo e vídeo lançados pela banda Arctic Monkeys após o último show da turnê mundial de 2007, gravado em Manchester, Inglaterra.
Dirigido por Richard Ayoade, o show foi filmado em 35 mm com som surround. A fotografia foi feita pelo diretor de fotografia Danny Cohen. Foi editado por Nick Fenton e produzido por Diarmid Scrimshaw.
O filme teve estreia na televisão britânica no canal musical 4Music em 19 de fevereiro de 2009.
| Críticas profissionais                                                      | Críticas profissionais |
| Avaliações da crítica                                                       | Avaliações da crítica  |
| Fonte                                                                       | Avaliação              |
| --------------------------------------------------------------------------- | ---------------------- |
| NME                                                                         | [ 4 ]                  |
| Esta tabela precisa de ser acompanhada por texto em prosa. Consulte o guia. |                        |

## Faixas
1. "Brianstorm"
2. "This House Is a Circus"
3. "Teddy Picker"
4. "I Bet You Look Good on the Dancefloor"
5. "Dancing Shoes"
6. "From the Ritz to the Rubble"
7. "Fake Tales of San Francisco"
8. "Balaclava"
9. "When the Sun Goes Down"
10. "Nettles"
11. "D Is for Dangerous"
12. "Leave Before the Lights Come On"
13. "Fluorescent Adolescent"
14. "Still Take You Home"
15. "Da Frame 2R"
16. "Plastic Tramp"
17. "505"
18. "Do Me a Favour"
19. "A Certain Romance"
20. "The View from the Afternoon"
21. "If You Were There, Beware"
22. " Baby I'm Yours"

### Faixas bônus
1. "Balaclava"
2. "Bad Woman" (part. Richard Hawley)